# Vincenzo Bianchini (mosaïste)
Ne pas confondre avec Vincenzo Bianchini (1903-2000), médecin, un peintre, un sculpteur, un écrivain, un poète et un philosophe italien.
Pour les articles homonymes, voir Bianchini.
Vincenzo Bianchini  est un mosaïste vénitien actif au XVIe siècle.

## Biographie
Vincenzo Bianchini travaille avec Rizzo à Saint-Marc de 1517 à 1524, mais il est condamné à deux ans de prison et dix ans d'exil pour meurtre.
Cependant, en 1532, il est rappelé à Venise pour poursuivre son travail à Saint-Marc, où il exécute le Jugement de Salomon d'après une esquisse de Sansovino, qui orne le péristyle. Vincenzo Bianchini travaille sans interruption de 1532 à 1538 et signe l'œuvre en 1538.
Il est le premier qui apporte la réforme de son art, à l'aide des conseils du Titien et du Sansovino.
Son frère Domenico, surnommé le rosso, et Giovanni Antonio, fils de celui-ci, travaillent aussi aux mosaïques de Saint-Marc, mais sont loin d'égaler Vincenzo.